# Rosa del deserto (gastronomia)
Le rose del deserto dolci sono dei biscotti croccanti all'esterno e morbidi all'interno, a base di farina di mandorle, uvetta e ricoperti da fiocchi di cereali.

## Descrizione
Il loro nome deriva dalla somiglianza, una volta cotti con le omonime formazioni minerali che si sviluppano in alcune zone desertiche, dal caratteristico colore giallo ocra.
La ricetta originale prevede burro, zucchero, mandorle ridotte in farina, uva passa, fiocchi di cereali, farina 00 e una punta di bicarbonato.
Una volta cotte vengono servite spolverate con zucchero a velo o guarnite con cioccolato fuso, preferibilmente fondente.